# Драмор Тауншип (округ Ланкастер, Пенсільванія)
Драмор Тауншип (англ. Drumore Township) — селище (англ. township) в США, в окрузі Ланкастер штату Пенсільванія. Населення — 2561 особа (2020).

## Демографія
Згідно з переписом 2010 року, у селищі мешкало 2560 осіб у 798 домогосподарствах у складі 634 родин. Було 853 помешкання
Расовий склад населення:
| - 98,2 % — білих - 0,3 % — корінних американців - 0,2 % — чорних або афроамериканців - 0,1 % — азіатів |

До двох чи більше рас належало 0,9 %. Частка іспаномовних становила 1,7 % від усіх жителів.
За віковим діапазоном населення розподілялося таким чином: 31,6 % — особи молодші 18 років, 57,9 % — особи у віці 18—64 років, 10,5 % — особи у віці 65 років та старші. Медіана віку мешканця становила 33,0 року. На 100 осіб жіночої статі у селищі припадало 107,6 чоловіків;  на 100 жінок у віці від 18 років та старших — 104,7 чоловіків також старших 18 років.
Середній дохід на одне домашнє господарство  становив 82 396 доларів США (медіана — 63 266), а середній дохід на одну сім'ю — 88 855 доларів (медіана — 65 481). Медіана доходів становила 47 143 долари для чоловіків та 32 679 доларів для жінок. За межею бідності перебувало 13,7 % осіб, у тому числі 24,3 % дітей у віці до 18 років та 4,4 % осіб у віці 65 років та старших.
Цивільне працевлаштоване населення становило 1150 осіб. Основні галузі зайнятості: виробництво — 20,3 %, освіта, охорона здоров'я та соціальна допомога — 16,8 %, роздрібна торгівля — 15,1 %.